# Бертелини (Ређо Емилија)
Бертелини је насеље у Италији у округу Ређо Емилија, региону Емилија-Ромања.
Према процени из 2011. у насељу је живело 31 становника. Насеље се налази на надморској висини од 18 м.